# CA-361
La CA-361 es una carretera autonómica de Cantabria perteneciente a la Red Local y que sirve de acceso al puerto de Comillas.

## Nomenclatura

Indicador

Su nombre está formado por las iniciales CA, que indica que es una carretera autonómica de Cantabria, y el dígito 361 es el número que recibe según el orden de nomenclaturas de las carreteras de la comunidad autónoma. La centena 3 indica que se encuentra situada en el sector comprendido entre la costa al norte, la carretera nacional N-634 al sur, el límite con el Principado de Asturias al oeste y la carretera nacional N-623 al este.

## Historia
Su denominación anterior era SC-2-1.

## Trazado
Según el callejero de Comillas, término municipal por el que discurre la totalidad de la vía, esta carretera recibe el nombre de Paseo de María Gayón.
Tiene su origen en la rotonda con la CA-131 situada al norte del cementerio de Comillas y su final en la intersección con el paseo del Muelle tras recorrer, aproximadamente, 200 metros, desde donde se puede acceder tanto al puerto como a la playa y el centro de la villa.
Su inicio se sitúa a una altitud de 21 m s. n. m. y el fin de la vía está situada a 11 m s. n. m.
Todo el trazado de la carretera tiene un carácter urbano con edificaciones de viviendas en ambas márgenes, aceras e iluminación. Tiene dos carriles, uno para cada sentido de circulación, y una anchura total de 7,0 metros sin arcenes aunque sí tiene un zona de aparcamiento en el margen sur de la carretera.

## Actuaciones
El IV Plan de Carreteras no contempla ninguna actuación en esta carretera.

## Transportes
La siguiente línea de transporte público circula a lo largo de la carretera CA-361 aunque no dispone de paradas en el recorrido de la misma:
- La Cantábrica de Comillas: San Vicente de la Barquera - Santander.

## Recorrido y puntos de interés
En este apartado se aporta la información sobre cada una de las intersecciones de la CA-361 así como otras informaciones de interés.
| Esquema                           | PK  | Sentido este Puerto (creciente) | Sentido este Puerto (creciente) | Sentido este Puerto (creciente) | Sentido este Puerto (creciente) | Sentido oeste CA-131 (decreciente)                                                                  | Sentido oeste CA-131 (decreciente) | Sentido oeste CA-131 (decreciente) | Sentido oeste CA-131 (decreciente) | Incidencias |
| Esquema                           | PK  | Velocidad                       | Elemento                        | Salida                          | Salida                          | Salida                                                                                              | Salida                             | Elemento                           | Velocidad                          | Incidencias |
| Esquema                           | PK  | Velocidad                       | Elemento                        | Dir.                            | Nombre                          | Nombre                                                                                              | Dir.                               | Elemento                           | Velocidad                          | Incidencias |
| --------------------------------- | --- | ------------------------------- | ------------------------------- | ------------------------------- | ------------------------------- | --------------------------------------------------------------------------------------------------- | ---------------------------------- | ---------------------------------- | ---------------------------------- | ----------- |
|                                   | 0,0 |                                 |                                 |                                 | CA-361 COMILLAS Playa Puerto    | A-8 CA-135 SANTANDER CABEZÓN DE LA SAL CA-131 SAN VICENTE DE LA BARQUERA                            |                                    |                                    |                                    |             |
| Paseo José Llimona i Bruguera     | 0,0 |                                 |                                 |                                 | CA-361 COMILLAS Playa Puerto    | |                                    |                                    |                                    |             |
| CA-131 SANTILLANA DEL MAR BARREDA | 0,0 |                                 |                                 |                                 | CA-361 COMILLAS Playa Puerto    | |                                    |                                    |                                    |             |
|                                   | 0,0 |                                 |                                 | Paseo María Gayón               | Paseo María Gayón               | Paseo María Gayón                                                                                   | Paseo María Gayón                  |                                    |                                    |             |
|                                   | 0,1 |                                 |                                 | Paseo del Muelle                | Paseo del Muelle                | A-8 CA-135 SANTANDER CABEZÓN DE LA SAL CA-131 SAN VICENTE DE LA BARQUERA SANTILLANA DEL MAR BARREDA |                                    |                                    |                                    |             |
|                                   | 0,1 | Puerto                          |                                 |                                 |                                 | A-8 CA-135 SANTANDER CABEZÓN DE LA SAL CA-131 SAN VICENTE DE LA BARQUERA SANTILLANA DEL MAR BARREDA |                                    |                                    |                                    |             |
|                                   | 0,1 | COMILLAS Playa                  |                                 |                                 |                                 | A-8 CA-135 SANTANDER CABEZÓN DE LA SAL CA-131 SAN VICENTE DE LA BARQUERA SANTILLANA DEL MAR BARREDA |                                    |                                    |                                    |             |